# Почтовые индексы в Латвии

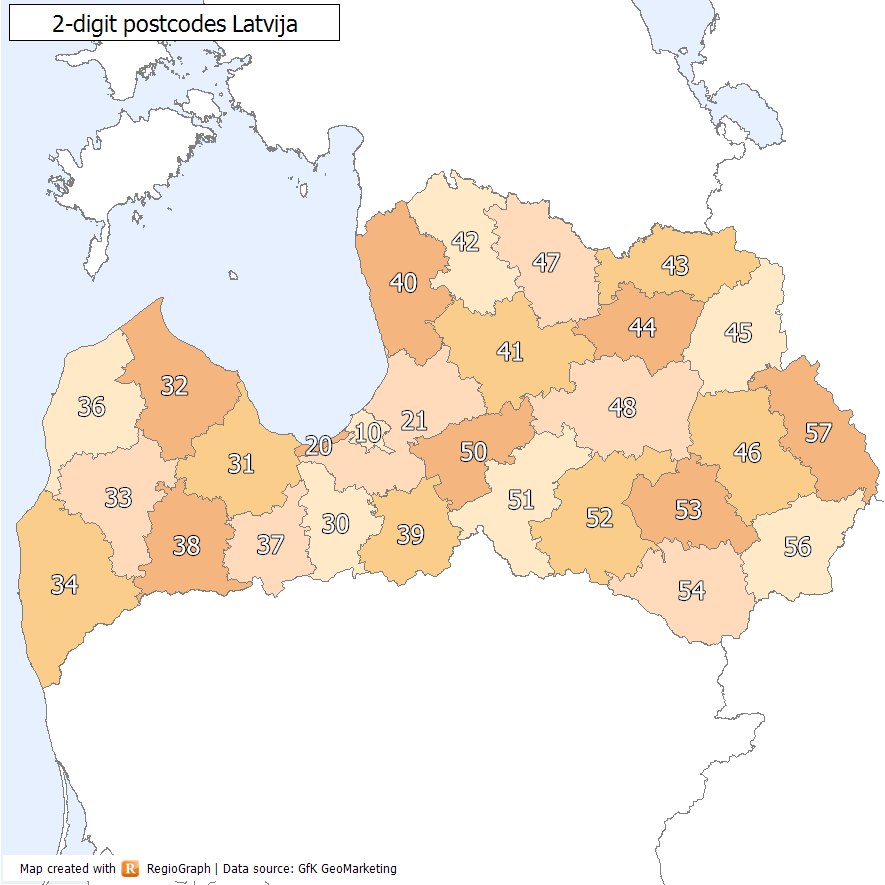
Двузначные почтовые зоны Латвии (соответствуют первым двум цифрам почтового индекса)

Почтовые индексы в Латвии представляют собой систему четырёхзначных цифровых кодов с префиксом LV, которые используются для почтовой индексации на территории Латвии.

## История

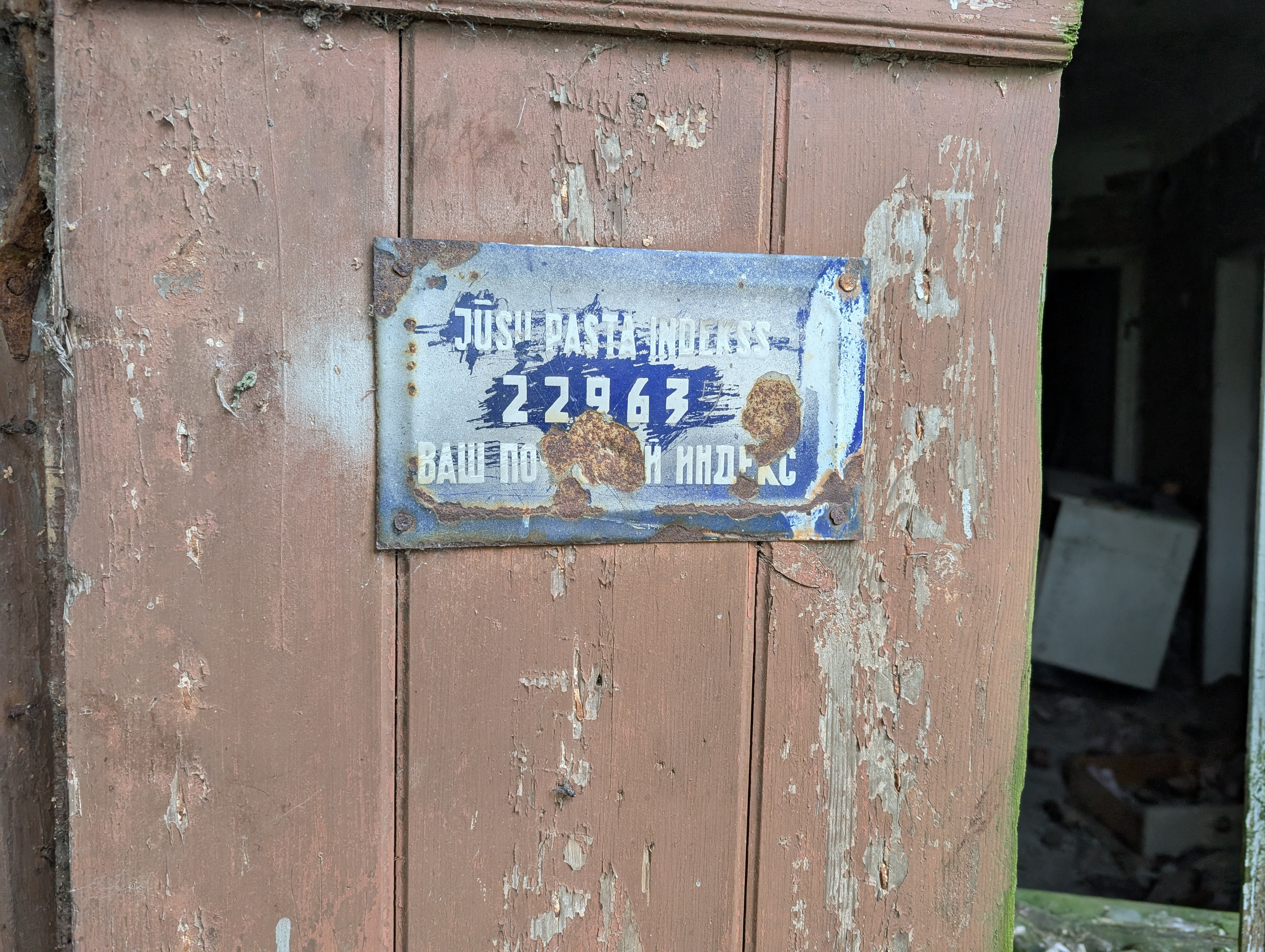
Табличка с почтовым индексом советского времени на разрушенном здании в Латвии

В 1970 году на всей территории СССР, включая Латвийскую ССР, были введены шестизначные почтовые индексы. В Латвийской ССР они имели вид 22NNNN.

## Описание
В независимой Латвии употребляется четырёхзначный цифровой почтовый индекс с префиксом государства формата LV-NNNN, который представляет собой прежний шестизначный индекс без первых двух цифр.